# Willy Wonka
Willy Wonka é um personagem fictício criado pelo autor britânico Roald Dahl no romance infantil Charlie and the Chocolate Factory de 1964, sua sequência de 1972, Charlie and the Great Glass Elevator, e em várias adaptações cinematográficas baseadas nesses livros. Ele é o excêntrico fundador e proprietário da "Fábrica de Chocolate Wonka".
O personagem foi interpretado várias vezes no cinema. Em 1971, Gene Wilder deu vida a Willy Wonka no filme Willy Wonka and the Chocolate Factory, sendo amplamente elogiado por sua atuação, considerada uma de suas melhores. Em 2005, Johnny Depp interpretou Wonka em Charlie and the Chocolate Factory, gerando opiniões divididas entre críticos e o público. Em 2023, Timothée Chalamet estrelou um filme independente intitulado Wonka, que explora a origem do personagem. Sua atuação recebeu elogios e críticas. Wilder, Depp e Chalamet foram indicados ao Globo de Ouro na categoria de Melhor Ator em Comédia ou Musical por suas interpretações.

## Biografia fictícia
Willy Wonka, nome completo é Willy Zé Wonka, é o fundador da Wonka Candy Company e o inventor de doces como as Barras Wonka. Ele se prova um gênio incomparável na confecção de chocolates, inventando produtos a princípio aparentemente impossíveis que capturam a imaginação do mundo, como o sorvete que nunca derrete e pequenos ovos doces que são quebrados no nascimento de pássaros de chocolate que se mexem e piam. Seus produtos são exportados e vendidos em todo o mundo.
Não se sabe ao certo sua idade mas estima-se entre 40 e 50 anos
No entanto, outros fabricantes de chocolate ficam com inveja e começam a mandar espiões se infiltrarem na fábrica de Wonka e roubarem suas receitas. Com medo de ser arruinado, Wonka fecha a  fábrica e demite todos os seus operários. Muitos anos depois, a fábrica começa a funcionar novamente, empregando secretamente apenas Oompa-Loompas, uma raça de anões da Loompalândia (aparentemente ameríndios centro-americanos) que amam o sabor dos grãos de cacau. A longa viagem de Wonka à Loompalândia foi com o objetivo de descobrir novos sabores exóticos para seus doces e por puro prazer. Os portões da fábrica permanecem trancados, para prevenir que qualquer espião roube suas receitas.
A certa altura, Wonka, agora velho e sem filhos para herdar o negócio após sua morte, sente a necessidade de arranjar um sucessor para o empreendimento, mesmo que apenas para prover casa e trabalho aos Oompa-Loompas. No entanto, ele deseja educar um desde a infância para garantir que ele ou ela continue com seus métodos e espírito. Com essa finalidade, ele anuncia um concurso em que cinco bilhetes dourados foram colocados aleatoriamente em seus produtos e promete um tour da fábrica e um suprimento para a vida inteira de seus produtos para os vencedores. Cinco crianças acham o bilhete, incluindo Charlie Bucket, e eles são levados para uma visita à estranha fábrica. Durante o curso do tour, todas as crianças (exceto Charlie) se comportam mal, e se encontram em terríveis situações que resultam em sua separação do resto do grupo. Quando apenas Charlie resta, Wonka revela animadamente seu plano e sua oferta, que Charlie nega ao saber que deverá se separar de sua família e morar na fábrica. Porém, depois de alguns acontecimentos marcantes para Wonka, ele e sua família se mudam para a fábrica, para lá viver e trabalhar.

## Em outras mídias

### Cinema
| Gene Wilder, Johnny Depp e Timothée Chalamet, os intérpretes de Willy Wonka no cinema. |
| Gene Wilder, Johnny Depp e Timothée Chalamet, os intérpretes de Willy Wonka no cinema. |

Um filme musical foi feito baseado no livro de Dahl, dirigido por Mel Stuart. Willy Wonka foi interpretado por Gene Wilder e o filme foi às telas em 1971. Originalmente um fracasso de bilheteria, a produção é tida como um ícone da cultura cult.
Willy Wonka and the Chocolate Factory contou com diálogos que não constavam na obra original. Além disso, o enredo também focava em um chocolateiro rival que oferecia dinheiro às crianças caso elas traíssem Wonka e lhe dessem a receita dos doces. Outra diferença do livro é uma cena onde Charlie desobedece Wonka, encorajado pelo avô. Também a cena da "eliminação" de Veruca Salt envolve um aposento cheio de galinhas dos ovos de ouro. Quando ela ficou de pé sobre uma das máquinas de testar os ovos, ela foi classificada como um "ovo ruim" e jogada na lixeira. Esta cena está diferente do livro e do filme de 2005, onde Veruca vai atrás de um esquilo, é testada pelo esquilo como se fosse uma noz, e é jogada no lixo pelos esquilos porque "sua cabeça parecia estar vazia".
Outra versão cinematográfica do conto foi lançada em 2005. É uma comédia do diretor Tim Burton e Johnny Depp é o ator no papel de Willy Wonka. Esse filme incluiu cenas do livro que foram cortadas da primeira versão, mas também excluiu algumas cenas que estavam presentes nos outros dois.
A versão de Tim Burton adicionou uma história ao personagem: Willy Wonka é filho do dentista Dr. Wilbur Wonka (interpretado por Christopher Lee). Wonka teve uma infância Dramática: seu pai o proibia de comer doces e forçava-o a usar um enorme e desconfortável aparelho ortodôntico que envolvia toda a cabeça do menino. Um dia, ele prova um chocolate e começa a ter idéias para outros doces e foge de casa. Quando vira adulto, Wonka abre sua própria fábrica, e o avô de Charlie é um de seus primeiros empregados.
Também no filme de Burton, Wonka inicialmente se recusa a deixar que Charlie leve sua família consigo para a fábrica. Uma eventual reconciliação entre Wonka e seu pai, que contou com a ajuda do garoto, o faz mudar de ideia e deixar a família de Charlie se mudar também.

### Concepção e criação

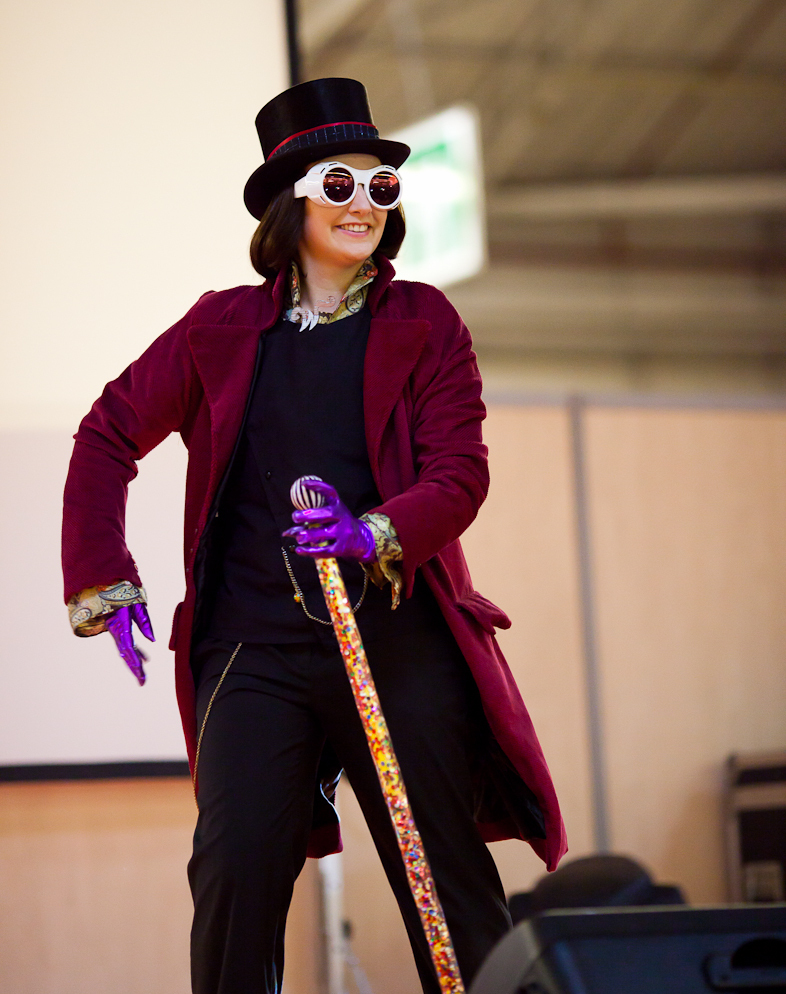
Uma pessoa fazendo cosplay de Willy Wonka, conforme retratado no filme de 2005

Logo na fase inicial da produção do filme de 2005, Nicolas Cage estava em pauta para interpretar Willy Wonka, porém desistiu. Alan F. Horn, presidente da Warner Bros. desejava contratar Tom Shadyac para dirigir Jim Carrey no papel de Wonka, acreditando que a dupla poderia elevar a produção ao público mais crítico, porém Liccy Dahl, viúva de Roald Dahl, rejeitou a ideia. Johnny Depp passou a ser considerado para o papel logo após a contratação de Tim Burton como diretor do longa-metragem. Depp foi contratado em agosto de 2003 para sua, então, quarta colaboração com o diretor.
Burton e o roteirista John August trabalharam juntos na criação de Wilbur Wonka, o pai frio e controlador de Willy. "Você sempre quer saber o porque de Wonka ser daquele jeito", afirmou Burton, acrescentando: "Afinal, o que ele é? É só um cara estranho." A Warner Bros. e Tim Burton entraram em conflito sobre a caracterização do personagem. A empresa buscava fazer de Willy Wonka uma figura paternal idílica para Charlie Bucket. Burton acreditava que Wonka não seria exatamente uma figura paterna, achando-o muito recluso, por exemplo, para tal.
Desde sua chegada como diretor do filme, Burton sempre considerou Johnny Depp para o papel. Depp assinou contrato mesmo sem analisar o roteiro, com a finalidade de alcançar uma interpretação totalmente diferenciada de Gene Wilder. Em entrevista no programa televisivo The Ellen DeGeneres Show, Depp afirmou que seu personagem era baseado no que imaginava ser "um George W. Bush embriagado".